# Trenčianske Teplice
Trenčianske Teplice (allemand : Trentschin-Teplitz, hongrois : Trencsénteplic) est une ville de la région de Trenčín en nord-ouest de Slovaquie,  située à environ 13 km à l'est de Trenčín. Sa population est de 4 300.

## Histoire
La plus ancienne mention de Trenčianske Teplice remonte à 1379. La ville est desservie en transports en commun par une ligne de tramway à voie étroite, inaugurée en 1909, qui permet de la relier à la gare de Trenčianska Teplá.

## Notes et références

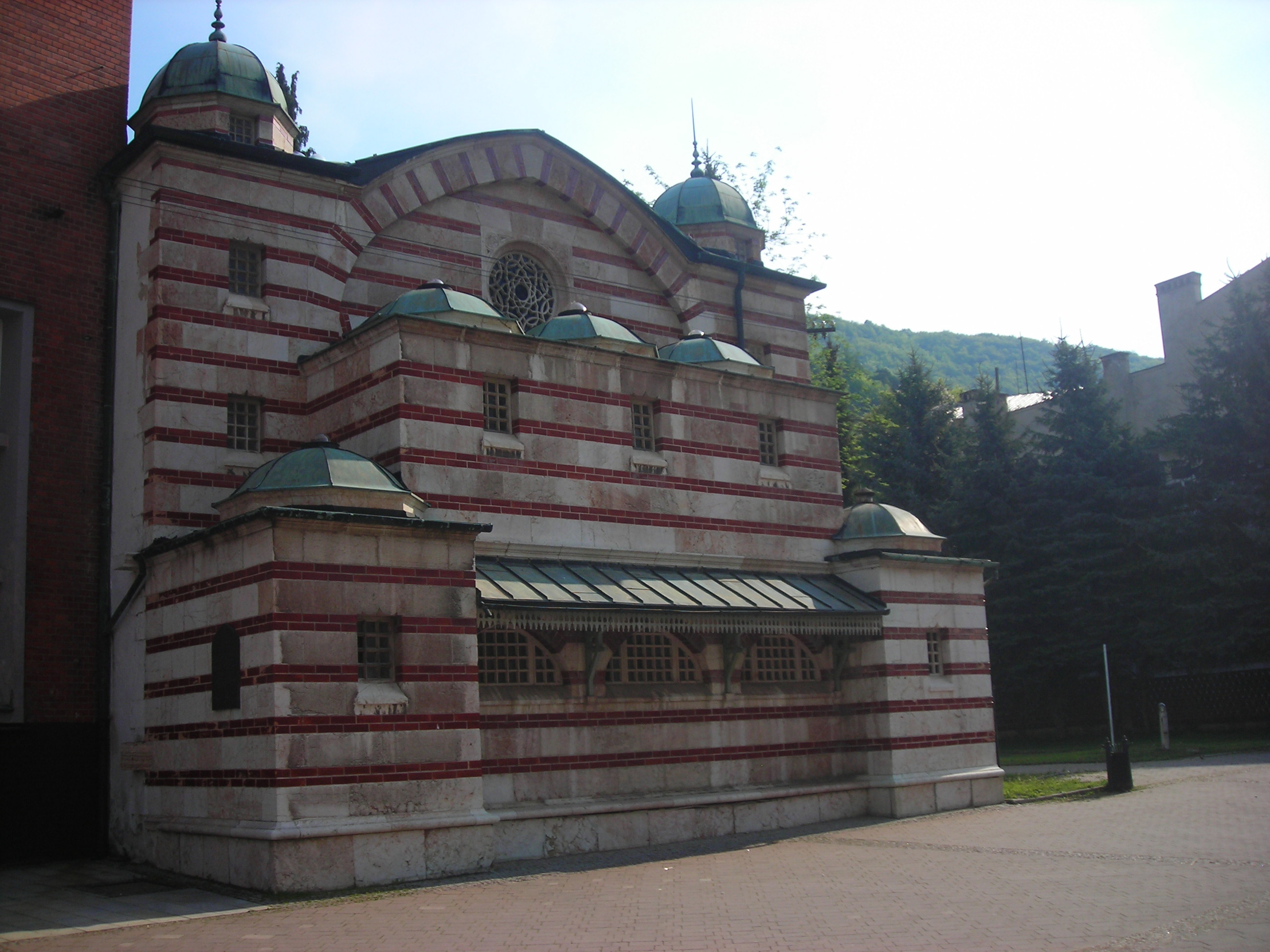
Bain turc Sina
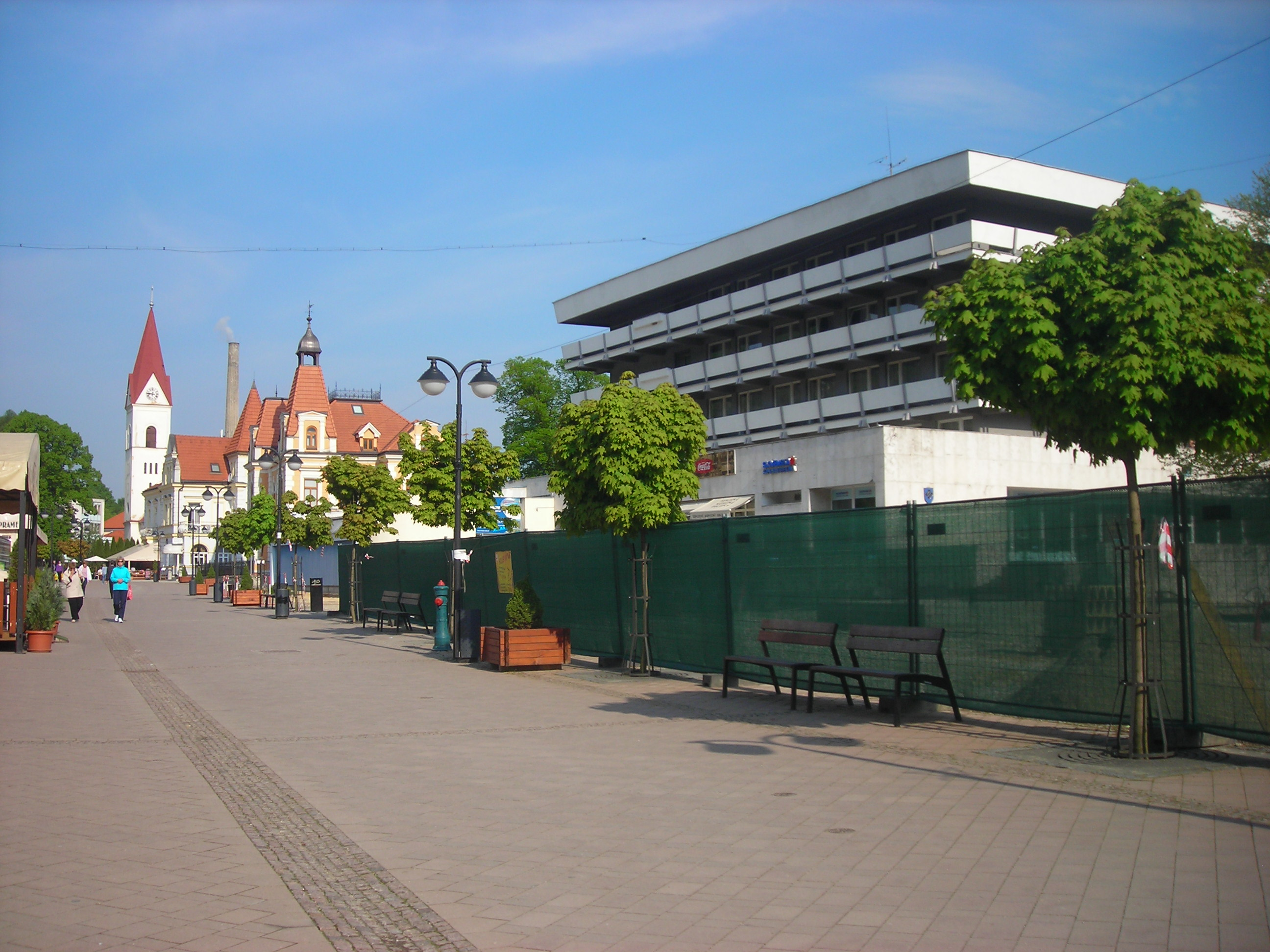
Zone piétonne
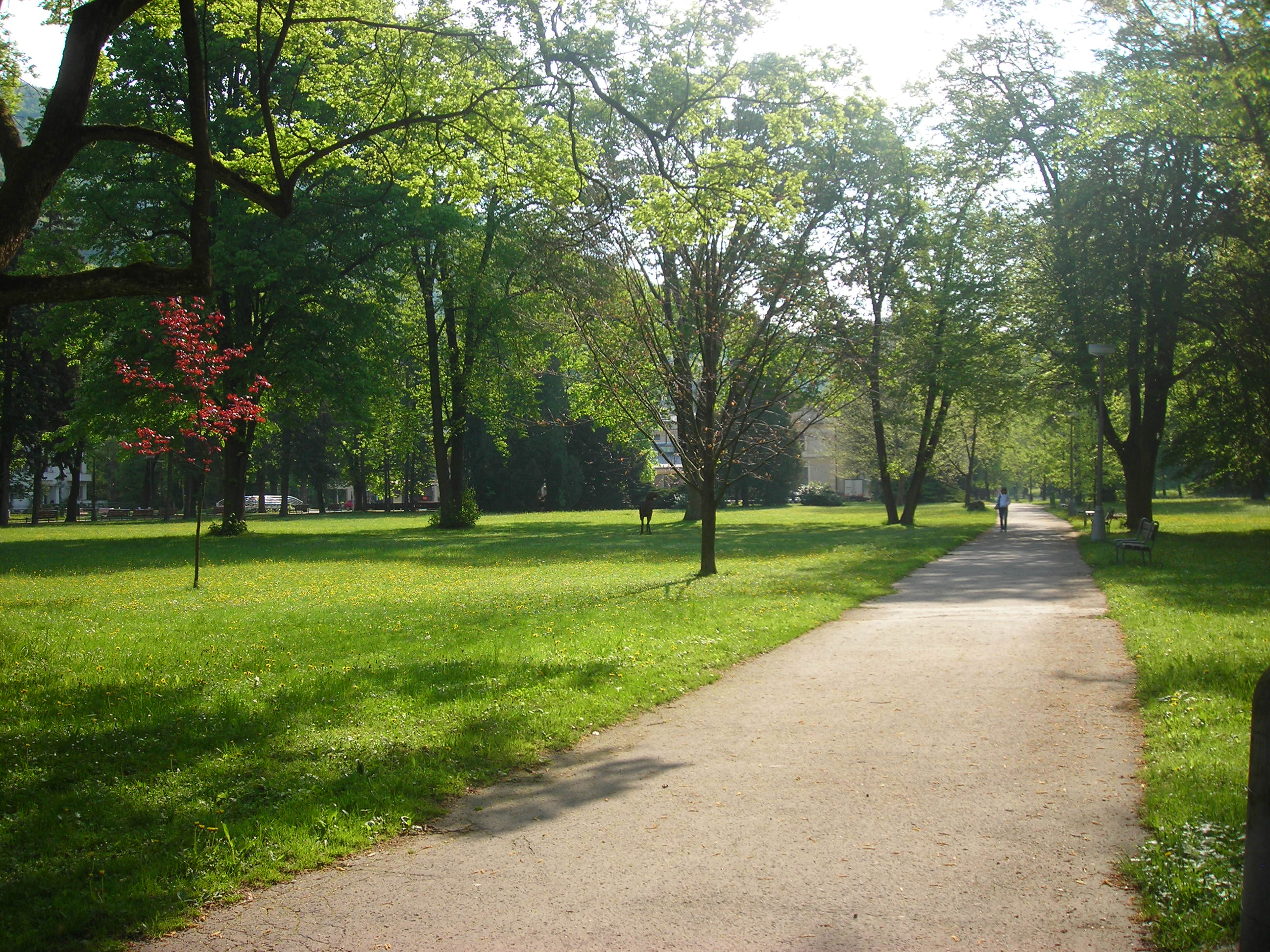
Parc

## Démographie

### Évolution de la population
| Année:               | 1994. | 2004.   | 2014.   | 2024.   |
| -------------------- | ----- | ------- | ------- | ------- |
| Nombre de personnes: | 4569  | 4297    | 4130    | 3909    |
| Différence:          |       | -5,95 % | -3,88 % | -5,35 % |

| Année:               | 2023. | 2024.   |
| -------------------- | ----- | ------- |
| Nombre de personnes: | 3908  | 3909    |
| Différence:          |       | +0,02 % |